# ناتاشا منديز
ناتاشا منديز هي دراجة دومينيكانية، ولدت في 29 مايو 1990 في سانتياغو دي لوس كاباليروس في جمهورية الدومينيكان.